# Personaggi di Tutor Hitman Reborn!
Qui di seguito sono indicati i personaggi della serie di manga e anime Tutor Hitman Reborn!, scritto è disegnato da Akira Amano.

## Principali

### Tsunayoshi Sawada
Tsunayoshi Sawada (沢田 綱吉?, Sawada Tsunayoshi), meglio noto come "Tsuna" (ツナ?), è uno studente delle scuole medie e futuro boss della famiglia mafiosa Vongola. Il motivo per cui Tsuna è stato scelto come successore all'attuale boss, è che egli risulta essere il nipote del primo boss della famiglia Vongola, che si era ritirato in Giappone molto tempo fa. Inoltre gli altri possibili candidati alla successione della famiglia Vongola sono morti. Prima dell'incontro con Reborn, Tsuna è conosciuto come "Tsuna-buono a nulla" per i suoi bassi voti, per la sua grande sfortuna e per la sua incapacità in qualsiasi sport. Quando Reborn gli spara in testa il Proiettile del Coraggio di Morire (conosciuto anche come il Proiettile dell'Ultimo Desiderio), rinasce come guerriero quasi invincibile, con una fiamma sulla sua fronte; successivamente Reborn usa su Tsuna il Proiettile della Ramanzina (detto anche Proiettile dei Rimproveri), che rimuove i limiti del suo corpo e gli permette di mantenere la lucidità, entrando nella modalità "Hyper". In aggiunta alla Fiamma del Coraggio di Morire può usare gli X-Gloves, speciali guanti formati dallo stesso materiale che forma il proiettile e grazie ai quali potrà infiammare anche le sue mani ed usare lo stesso fuoco emanato dai guanti come propulsore per volare o per gli spostamenti rapidi. Nella saga del futuro Tsuna sviluppa gli X-Gloves Vongola Version, raffiguranti un'immagine azzurra dello stemma dei Vongola e potenziati con una fiamma instabile ma potente, che gli permetterà di creare l'x Burner. Contro Xanxus sviluppa i due Zero Chiten Toppa (Sfondamento di Punto Zero): Edizione del Primo (più conosciuto come First edition), che congela le fiamme dell'ultimo desiderio, e il Revised, che assorbe le fiamme dell'ultimo desiderio facendole sue. Nel futuro usa il Leone di Cielo vers. Vongola (Na-tsu, che oltre ad essere l'inversione delle sillabe di tsuna, quindi il numero 72, vuol dire anche estate), usando il Modo Attacco (Mitena di Vongola Primo e attacco Burning Axel) e il Modo Difesa (Mantello di Vongola Primo). Usando l'armonia, attributo del Cielo, può pietrificare le fiamme. Durante la cerimonia di successione dei Vongola, Tsuna ottiene il Penalty, una fiala di sangue di Vongola Primo, crea l'Anello del Cielo Versione X e potenzia i suoi X-Gloves negli X-Gloves Vongola Gear Version. In questa modalità Tsuna crea l'XX-Burner, un X-Burner potenziato e dalla forma della testa di Natsu.

### Reborn
Reborn (リボーン?, Ribōn) è l'assassino che addestra Tsunayoshi affinché diventi il futuro boss della famiglia Vongola, diventandone il tutor. È stato l'attuale boss della Famiglia Vongola, il IX, a inviare Reborn da Tsuna. Malgrado sia un infante di appena un anno d'età, si comporta come un mafioso adulto. Reborn dice spesso "Ciaossu" (un incrocio tra "ciao" italiano e l'"oss" saluto tipico delle arti marziali giapponesi). Ha metodi di insegnamento poco ortodossi, basati sulla violenza e sulla minaccia, inoltre si diverte a mettere nei guai Tsuna e i suoi amici e a dare spiegazioni vaghe, o addormentarsi nel bel mezzo di un discorso o di una situazione disperata. Veniamo a sapere da Mukuro che Reborn faceva parte di un gruppo di bambini molto forti e speciali chiamato Arcobaleno. Più in seguito si scoprirà che Reborn è in realtà un adulto con sembianze di bambino condannato a rimanere di quella statura come i suoi compagni. È sempre accompagnato dal suo inseparabile compagno, il camaleonte mutaforma Leon, e possiede inoltre una incredibile abilità con la pistola. Il camaleonte Leon ha creato tutte le armi dei discepoli di Reborn e a volte persino un animale (come la frusta più la tartaruga Enzo per Dino). In originale è doppiato da Isuzu Nishihagi detta anche NEEKO e in italiano da Serena Clerici da bambino e Luigi Rosa da adulto.

### Hayato Gokudera
Hayato Gokudera (獄寺 隼人?, Gokudera Hayato): proviene da una ricca famiglia mafiosa ed è scappato di casa da ragazzino per evitare di continuare a suonare il piano e mangiare il cibo avvelenato della sorellastra Bianchi. Ammira molto il Dr. Shamal, il suo maestro dal quale ha poi copiato anche il taglio di capelli. Hayato, che precedentemente aveva studiato in Italia, è un esperto nell'uso della dinamite, tanto che il suo soprannome è "Smokin Bomb Hayato” (nell'anime italiano "Hurricane Bomb"). Infatti si dice che Hayato sia una specie di bombardiere umano, capace di nascondere in corpo tutta la dinamite che vuole. Riesce ad accendere i candelotti di dinamite che possiede con la sigaretta che tiene sempre in bocca (solo nel manga usa la sigaretta, nell'anime i candelotti si accendono da soli per motivi di censura, in Giappone infatti ai minorenni è vietato fumare). Sfida inizialmente Tsuna perché lo ritiene inadatto al ruolo di boss e perché secondo una regola potrebbe diventare lui il boss dei Vongola, ma alla fine Tsuna grazie al proiettile dell'Ultimo desiderio riesce a batterlo, e da quel giorno Gokudera farà di tutto per farsi considerare il braccio destro di Tsuna. Ha un grande rispetto per Tsuna, che chiama col nome di Decimo, e cerca sempre di aiutarlo, spesso con risultati disastrosi. Dimostra il più delle volte un'intelligenza molto elevata e una notevole capacità strategica. Ha una predilezione per i fatti particolari e paranormali.
Durante lo scontro con Belphegor perfeziona la Bomba a tre tempi (e la Rocket Bomb, in grado di cambiare direzione due volte, in modo da coprire aree più ampie). Nel futuro usa il Flame Arrow, le 16 Box del Sistema C.A.I. (Cambio Arma Istantaneo), il Vongola Box Uri e l'arco di G, il primo possessore del Vongola ring della tempesta, utilizzando l'attacco Tornado Flame Arrow. Il sistema C.A.I. possiede 15 armi diverse, tre per ogni fiamma che può controllare (un anello, una munizione speciale per il Flame Arrow e un oggetto di supporto, come le stesse lenti che usa Tsuna per l'X Burner o un sistema speciale di movimento basato su fiamme di Tempesta concentrate in un ovale sotto i suoi piedi) più il Leopardo di Tempesta Uri, che se colpito da fiamme del sole diventa un leopardo adulto. Dopo che Tsuna ha ricevuto il Penalty, il Vongola Ring di Gokudera e Uri si fondono nella Fibbia della Tempesta Versione X. In questa modalità Uri apparirà con un paio di occhiali da sole sulla fronte, con armatura sulle zampe e una cintura con mini-bombe. Il nuovo Cambio Forma sarà più simile agli esplosivi che all'arco di G. Gokudera usa tutte le armi del Sistema C.A.I. implementate nel Vongola Gear. Le sue lenti a contatto che userà nel futuro diverranno un paio di occhiali da sole. È doppiato da Hidekazu Ichinose in originale e in italiano da Federico Zanandrea.

### Takeshi Yamamoto
Takeshi Yamamoto (山本 武?, Yamamoto Takeshi) è un popolare giocatore di baseball di 14 anni della scuola media Namimori. Dopo che Tsuna lo salva da un tentativo di suicidio (solo nel manga, infatti nell'anime lui sente parlare di mafia e credendo che fosse un gioco decide di unirsi alla famiglia), i due diventano grandi amici e Reborn decide di reclutarlo nella Famiglia Vongola. Takeshi prenderà la cosa per uno scherzo del bambino, pensando che stia giocando a fare il mafioso, senza mai rendersi conto che non si tratta di un gioco. In seguito impara l'uso della spada dal padre, la Scuola della Rondine (Shigure Souen Ryu) diventando in poco tempo un abile spadaccino.
Contro Superbia Squalo sviluppa il nono schema dello Shigure Souen, il Clone di Pioggia, che solleva colonne d'acqua nelle quali immette il riflesso per confondere il nemico e poi colpirlo dall'altro lato. Nella saga del futuro sviluppa la decima forma usando la Box di Rondine di Pioggia Kojiro e creando lo Scontro di Rondine. Se usa le tre spade corte del Vongola Box Jiro aumenta la velocità e usa le quattro spade irregolari di Asari Ugetsu, il primo possessore del Vongola Ring della pioggia. Il suo Vongola Gear è la Collana di Pioggia Versione X. Il suo Cambio Forma consisterà in due katana e una veste simile a quella dei samurai. È doppiato da Suguru Inoue in originale e in italiano da Massimo Di Benedetto.

### Lambo
Lambo (ランボ?, Ranbo) è il bambino della serie oltre ad I-Pin usato soprattutto come figura comica (è da molti considerato un "rovina situazioni" perché irrompe proprio sul più bello rovinando l'atmosfera creatasi), ed è anche un subordinato della famiglia Bovino (famiglia poco influente). È proprietario del Bazooka dei 10 Anni, oggetto capace di sostituire per 5 minuti la vittima con il sé stesso di 10 anni dopo, che usa spesso senza badare alle conseguenze nonostante il suo boss l'abbia avvertito di non utilizzarlo mai. Nella sua versione adulta può caricare l'elettricità dell'atmosfera usando le sue corna (con la tecnica del Thunder Set) ed usare il temibile attacco Cornata Elettrica.
Durante lo scontro contro Levi-a-Than dei Varia per il conflitto degli anelli, Lambo quindicenne si spara una seconda volta col bazooka dei 10 anni, materializzando la potentissima versione di Lambo venticinquenne, in grado di scatenare una Cornata Elettrica molto potente, che risolveva un difetto: la Cornata Elettrica ha effetto solo se si viene toccati dalle corna, ma Lambo di 25 anni risolve, perfezionando l'abilita Cuoio Elettrico, in grado di assorbire e riversare a terra l'elettricità e riversando quindi l'elettricità nelle corna per creare un'estensione di elettricità potente più del contatto con le corna. Nel futuro usa la Vongola Box Beef Bowl e lo Scudo di Lampo (Lampo Shirudo) primo possessore dell'anello del Fulmine, in grado di scatenare il colpo Corna Fulmine. Il suo Vongola Gear sarà l'Elmo del Fulmine Versione X. Il suo Cambio Forma consiste in un'armatura nera con un elmo che ha grandi corna spiraliformi. È doppiato da Junko Takeuchi (da bambino) e da Kenjirō Tsuda (da adulto) in originale e in italiano da Patrizia Scianca (da bambino) e da Maurizio Merluzzo (da adulto).

### Kyoya Hibari
Kyoya Hibari (雲雀 恭弥?, Hibari Kyōya) è un prefetto del consiglio disciplinare della scuola, che sfiderà Tsuna un paio di volte per poter arrivare a scontrarsi col suo vero obiettivo, Reborn, ma in seguito diventerà membro della famiglia Vongola, anche se solo in parte. Sembra che combatta per il solo gusto di farlo, punendo coloro che trasgrediscono regole come "stare in silenzio mentre lui dorme" o per chi non paga una tangente alle fiere cittadine, minacciando spesso di "mordere a morte". Di solito usa i suoi subordinati per fare il lavoro sporco e usa come arma una coppia di Tonfa metallici che nascondono diversi segreti, come una parte tagliente o spine acuminate. Ha un'accesa rivalità con Mukuro dovuta ad una sconfitta da lui subita al loro primo incontro. Nel futuro userà il Riccio di Nuvola e la Vongola box contenente le Manette di Alaude, primo possessore del Ring di Nuvola, e in grado di catturare e stritolare un nemico grazie all'attributo "propagazione" degli anelli di tipo nuvola. Il suo Vongola Gear è il Bracciale di Nuvola Versione X. Il suo Cambio Forma consiste in una nuova uniforme nera e un paio di tonfa neri che possiedono delle catene nascoste alla fine che Hibari usa come flagelli. Hibird durante il Cambio Forma possiede una capigliatura simile a quella di Kusakabe. In originale è doppiato da Takashi Kondo e in italiano da Lorenzo Scattorin.

### Ryohei Sasagawa
Ryohei Sasagawa (笹川 了平?, Sasagawa Ryōhei) è il fratello quindicenne di Kyoko, e fa parte del club di boxe della scuola media Namimori. Chiede costantemente a coloro che reputa forti di entrare nel suo club sportivo, soprattutto a Tsuna. Viene notato da Reborn che lo vuole subito inserire tra le file della famiglia di Tsuna. Ogni volta che incontra Tsuna e i suoi compagni in strane e pericolose situazioni si infiamma e si fa subito coinvolgere. A causa del suo carattere energico, non si rende pienamente conto della connessione di Tsuna con la mafia, ma nonostante questo fa di tutto per proteggere l'amico e combatte con grande spirito guerriero sfruttando la sua abilità di pugile. Il suo modo di vivere è "Estremo!" (anime al Massimo!).
Durante lo scontro con Lussuria sviluppa il Maximum Cannon Estremo del Sole. Nel futuro usa il Vongola Box Mangaroo (Kangaroo del sole) e come arma usa i Guantoni di Knucle, primo possessore del Ring del Sole. Per attivare l'arma Ryohei si fa sparare dai cannoni di Mangaroo, creando un equipaggiamento da boxer e circondando Ryohei con un'aura che lo protegge persino da una fiamma pura di Tempesta con attributo Distruzione, ricreando le cellule e le armi in mano a Ryohei con una velocità impressionante. Il suo Vongola Gear è il Braccialetto del Sole Versione X, che porta sul braccio sinistro vicino alla spalla. Il suo Cambio Forma è simile ai Guantoni di Knuckle, con la differenza che stavolta saranno dorati con decorazioni e coperture. È doppiato da Hidenobu Kiuchi in originale e in italiano da Matteo Zanotti.

### Mukuro Rokudo
Mukuro Rokudo (六道 骸?, Rokudō Mukuro): inizialmente è il capo dalla scuola Kokuyo, successivamente diventa il guardiano della nebbia, il suo alter ego è Chrome, una ragazza molto timida che ha deciso di ospitare di sua volontà una parte di Mukuro poiché lui è stato segregato nelle prigioni dei Vindice, i pericolosi carcerieri capaci (così si dice) di segregare anche un demone, in seguito allo scontro con Tsuna. Anche se è un guardiano, odia profondamente la Mafia, a causa dei terribili esperimenti subiti da bambino, che l'hanno portato ad'attraversare i sei stadi della reincarnazione. Ha una risatina malefica, e grazie ai poteri del suo occhio destro può creare illusioni e possedere i corpi altrui; aspira a possedere il corpo di Tsuna per distruggere la Mafia e gettare il mondo nell'oscurità. Nel futuro entra nel corpo del Gufo di Pioggia di Glo-Xinia, diventando Gufo della Nebbia. Chrome usa il Gufo di Nebbia nella Vongola box per creare le lenti demoniache di Daemon Spade. Può trasformarsi nelle lenti e poi usare il corpo di Chrome per diventare Mukuro, potenziando sia Chrome che le lenti. Il suo Vongola Gear è l'Orecchino della Nebbia Versione X. Il suo Cambio Forma è un khakkara che gli permette di creare illusioni così forti da illudere le Lenti di Daemon Spade. La veste che ottiene è simile a quella di Daemon Spade e potrà utilizzare tutti e 6 i percorsi della reincarnazione contemporaneamente. In originale è doppiato da Toshinobu Iida e In italiano da Ruggero Andreozzi.

### Chrome Dokuro
Chrome Douro (クローム 髑髏?, Kurōmu Dokuro) è una giovane ragazza, il cui vero nome è Nagi (凪?), che, a causa di un incidente automobilistico ha perso l'utilizzo degli organi interni. Viene salvata da Mukuro, che le permette di vivere grazie a degli organi illusori e lascia in lei una parte di sé, tramite la quale può scambiarsi a piacimento. In seguito entrerà nella famiglia Vongola in qualità di Guardiano della Nebbia, risultando utile in diverse occasioni. Dopo essere stata trasferita nel futuro, le sue condizioni fisiche peggiorano in quanto molti dei suoi organi interni iniziano a svanire. Tuttavia, seguendo le istruzioni della versione adulta di Hibari, usa il potere del suo Vongola Ring per sostenere i suoi organi attraverso le sue stesse illusioni, evitando così qualsiasi pericolo immediato. Una settimana dopo il rilascio di Mukuro dalla prigione dei Vindice, viene cacciata dalla banda da Mukuro e inizia a vivere da sola a Namimori con Tsuna e i suoi amici, a causa del suo dilemma tra il voler essere riconosciuta come individuo e il voler continuare a convivere con gli organi illusori di Mukuro, causando il deterioramento della sua salute. Ciò non lasciò a Mukuro altra scelta se non quella di tenerla a distanza da lui. Tuttavia, è in grado di superare il suo dilemma e ricreare i suoi organi con il proprio potere, sconfiggendo due Vindice con il suo potere combinato e quello di Mukuro. È doppiata da Satomi Akesaka in originale e in italiano da Giulia Maniglio.

## Antagonisti

### Gang di Kokuyo
È un gruppo guidato da Mukuro Rokudo, che ha formato il gruppo dopo essere sfuggito da una speciale prigione italiana dove si trovano coloro che hanno commesso crimini contro la mafia. Oltre ai due compagni con cui è evaso, Ken Joshima e Chikusa Kakimoto, fanno parte della gang altri criminali espulsi dalla mafia. Dopo la sconfitta del gruppo da parte di Tsuna e dei suoi compagni, Mukuro e gli altri vengono nuovamente imprigionati. Più tardi Ken e Chikusa riescono a scappare, grazie a Mukuro che stringe un patto con i Vongola per la salvezza dei suoi due amici, rimanendo in prigione.
- Ken Jōshima (城岛犬?, Jōshima Ken): Un ragazzo simile ad un lupo che grazie ai "channel", delle speciali dentiere, riesce a prendere le abilità di diversi animali. Viene sconfitto da Yamamoto e in seguito da Hibari ma rimane in vita e riappare molto spesso, diventando un personaggio abbastanza ricorrente. Spesso sta insieme a Chikusa e Mukuro e durante la saga dei Varia si scontra brevemente con Tsuna. È doppiato da Ryō Naitō in originale e in italiano da Flavio Arras (prima voce) e Francesco Mei (seconda voce)
- Chikusa Kakimoto (柿本千种?, Kakimoto Chikusa): Un misterioso ragazzo che gira con un berretto bianco in testa e combatte con coppia di yo-yo di metallo che sparano aghi velenosi. La sua controparte è Gokudera, con cui si scontra due volte: la prima vince Chikusa anche se sfinito a causa del sacrificio di Gokudera per Tsuna; la seconda Gokudera gli tiene testa però quando viene supportato da Ken viene sconfitto. In seguito viene anche sconfitto da Hibari; rimane in vita e riappare molto spesso, diventando un personaggio ricorrente. È doppiato da Toshiyuki Toyonaga in originale e in italiano da Davide Fumagalli.
- Lancia (ランチア?, Ranchia): Un uomo che faceva parte di una famiglia che sotto controllo di Mukuro ha ucciso e da cui è stato cacciato. Da quel giorno Mukuro lo sfrutta per non farsi vedere e infatti il suo è l'unico volto di "Mukuro" conosciuto dalle nazioni. Tuttavia illude anche Tsuna che lo sconfigge con l'ultimo proiettile dell'ultimo desiderio e gli racconta la sua storia rivelando il suo nome. Dopo essere tornato in sé aiuta Tsuna durante la sua ultima battaglia con Xanxus, sconfiggendo Belphegor e Viper che stavano tentando di rianimare il capo. Riparte insieme a Basil dopo la festa della vittoria, ma prima di andarsene regala il suo anello a Tsuna, grazie al quale riuscirà a salvarsi durante la battaglia contro Byakuran. È doppiato da Takeshi Maeda in originale e in italiano da Diego Pitruzzella (Prima voce) e Alessandro Fattori (seconda voce).
- M.M (エム・エム?, Emu Emu): Una giovane ragazza che è stata ingaggiata da Mukuro dietro pagamento; infatti per M.M. contano solo i soldi e i bei vestiti. Combatte usando un flauto che fa esplodere gli oggetti grazie alla temperatura e alla pressione dell'acqua. Viene sconfitta dopo essere stata imbrogliata da Bianchi: Ella finge di essere sconfitta, le tocca il flauto facendolo diventare di veleno e appena suona il flauto viene avvelenata e sviene. Rimane in vita e riappare nella saga del futuro, dove riappare spesso. Sembra conoscere molto Fran. È doppiata da Shōko Ishī in originale e in italiano da Giuliana Atepi.
- Birds (バーズ?, Bāzu): Un uomo che viene ingaggiato da Mukuro e che detesta M.M. Sfrutta gli uccelli e li fa lavorare per lui, usandoli come telecamere oppure per altri scopi. Non combatte mai di prima persona ma sfrutta i gemelli Bloody Twins per ricattare Tsuna e costringerlo a uccidersi o essere ucciso dai suoi compagni, che però non osano fargli del male. Viene sconfitto da Gokudera e insieme ai Bloody Twins è l'unico del gruppo a non apparire più. È doppiato da Takahiro Hirano in originale e in italiano da Oliviero Corbetta.
- Bloody Twins (ツインズ?, Tsinzu): Due gemelli killer fuggiti dal manicomio in cui erano detenuti che sono al servizio di Birds. Sono abilissimi a non farsi vedere e sembrano due zombie con lunghi artigli. Tentano di uccidere Kyoko e Haru per ricattare Tsuna, ma vengono sconfitti il primo da Shamal e il secondo da Lambo adulto e I-Pin che erano stati avvisati di un possibile pericolo.

### Varia
È un gruppo indipendente di assassini d'élite della famiglia Vongola. Ne fanno parte killer considerati dei geni nel loro campo e che compiono i lavori più sporchi e difficili nel mondo della mafia. Sono dotati di abilità considerate al di là delle capacità umane. Nonostante non abbiamo rispetto l'uno dell'altro, hanno invece una grande fedeltà nei riguardi del loro leader, Xanxus. Dopo la sconfitta durante la guerra per gli anelli Vongola, sembra che tutti i membri siano stati rinchiusi su ordine di Iemitsu Sawada e del Nono boss. Ognuno di loro rappresenta un peccato capitale. I membri sono:
- Xanxus (ザンザス?, Zanzasu): il leader dei Varia e figlio adottivo del Nono. Dopo aver scoperto di non avere alcun legame di sangue coi Vongola e quindi di aver perso per sempre il titolo di Decimo boss, combatte contro il Nono, ma perde, e da questi viene congelato, rimanendo ibernato per sette anni. Dopo essersi risvegliato, rapì il Nono, lo mise dentro Gola Mosca, un cyborg che funziona soltanto se al suo interno c'è una vita umana, e nominò Gola Mosca stesso suo Guardiano della Nuvola. Dopo la battaglia di Gola Mosca contro Hibari, Tsuna distrusse il cyborg andato in corto circuito, ferendo gravemente il Nono, che tuttavia ne uscì illeso. Dopo la battaglia contro Tsuna, dopo aver perso, Xanxus ha rinunciato al titolo di Decimo Boss, e adesso è al comando dei Varia sotto il Nono. Il peccato che rappresenta è l'Ira, come si evince dal nome stesso del suo potere, la Fiamma dell'ira. Combatte con due pistole e può comprimere la sua fiamma nei suoi proiettili, usando una tecnica originariamente sviluppata da Vongola VII. Nel futuro, utilizza una Box Weapon contenente un incrocio di un leone di attributo cielo e una tigre di attributo tempesta. È doppiato in originale da Masanori Ikeda e in italiano da Loris Bondesan.
- Squalo Superbia (スペルビスクアーロ?, Superubi Sukuāro): il primo subordinato di Xanxus, e Guardiano della Pioggia dei Varia. Il suo tratto caratteristico sono i suoi lunghissimi capelli argentati, che si fece crescere in seguito a una promessa con Xanxus: da giovane, ammirava fortemente Xanxus, e allora decise di farsi crescere i capelli finché questi non fosse diventato boss dei Vongola. È un formidabile spadaccino, che ha appreso ogni tipo di arte con la spada alla perfezione, riuscendo quindi a prevedere ogni tipo di attacco con la spada. Nello scontro contro Tyr, che aveva il titolo di "Imperatore della Spada", lo sconfisse e prese il titolo per sé, ma poiché aveva vinto solo perché a Tyr mancava la mano sinistra, decise di tagliarsela anche lui per capire al meglio cosa si provava a combattere in quelle condizioni. Adesso combatte con una spada incollata di piatto a una finta mano sinistra, che quindi può ruotare in qualsiasi direzione per coprire eventuali punti ciechi. Viene sconfitto da Yamamoto in una delle battaglie contro i Varia per ottenere l'anello della Pioggia. Anche se sembra essere stato mangiato da uno squalo, viene salvato da Dino per ottenere informazioni su Xanxus. In futuro, Squalo e Belphégor appariranno in un video codificato per Tsuna e la sua famiglia, avvertendoli di non andare oltre la loro posizione attuale e che le istruzioni arriveranno a breve. Nei video che invia a Yamamoto per vantarsi e addestrarlo, si vede che Squalo ha combattuto 101 battaglie per guadagnarsi il titolo di "Secondo Imperatore della Spada". Nel futuro utilizza una Box Weapon contenente uno squalo. Il peccato che rappresenta è la Superbia, come si può vedere dal suo cognome stesso e dal suo atteggiamento spavaldo. È doppiato in originale da Hiroki Takahashi e in italiano da Federico Viola.
- Lussuria (ルッスーリア?, Russūria): il guardiano del Sole dei Varia. Ha la testa totalmente rasata, fatta eccezione per il lato destro della testa, con una chioma di capelli verdi che gli arrivano fino alla guancia, porta sempre degli occhiali da sole, affermando che senza i quali non può vedere, e il suo ginocchio sinistro è coperto da una ginocchiera d'acciaio, con la quale può procurare gravi danni ai nemici, che si fanno male da soli. È un lottatore corpo a corpo, che ama l'arte marziale del Muay Thai. È omosessuale, ed apparentemente necrofilo, dopo aver affermato che il suo ideale di bellezza sta in un corpo freddo, rigido e immobile. Combatte contro Ryohei per l'anello del Sole, affermando che il ragazzo è uno dei pochi ad essere riuscito a soddisfare i suoi gusti estetici. Viene sconfitto dalla forza erculea di Ryohei, che riesce a distruggere la sua ginocchiera d'acciaio e a mandarlo al tappeto. In futuro, può innescare una Box Weapon contenente un pavone in grado di curare le ferite, ma che accelera anche la crescita di capelli e peli del corpo nelle persone che guarisce. Visti i suoi gusti, i suoi modi di fare e il suo nome stesso, il peccato che rappresenta è la Lussuria. È doppiato in originale da Koichiro Yuzawa e in italiano da Simone Marzola.
- Levi A Than (レヴィアタン?, Revi A Tan): chiamato "Levi" in breve, è il guardiano del Fulmine dei Varia. Ha un taglio di capelli molto alto e confuso, come una persona rimasta vittima di una scossa elettrica, porta delle basette a forma di fulmine e un minuscolo tatuaggio sul labbro inferiore anch'esso a forma di fulmine, vari piercing sul sopracciglio sinistro e sul lato sinistro del labbro superiore, collegati da un filo. È un subordinato estremamente zelante e laborioso, che compie ogni ordine con velocità e precisione solo per essere lodato dal suo boss, che ammira e rispetta con grande devozione. Combatte contro Lambo per l'anello del Fulmine, arrivando a presentarsi sul campo di battaglia due ore prima dell'inizio. Qui scopriamo il suo metodo di combattimento, basato su degli ombrelli. Grazie a una particolare tecnica chiamata "Levi Volta", Levi lancia i suoi otto ombrelli in aria, che si aprono all'unisono e formano un cerchio sopra il nemico. In presenza di fulmini, gli ombrelli li attirano a sé, si scambiano tra loro l'energia elettrica, intensificandola di ombrello in ombrello, per poi scaricarla tutti insieme sul nemico. Il piccolo Lambo, nonostante la sua pelle è stata attraversata dalla corrente elettrica numerose volte da piccolo, creando così una pelle quasi totalmente isolante, chiamata "Elettrico Cuoio", non riesce a resistere ai fulmini di Levi, portando così all'intervento di Lambo adulto, venuto dal futuro. Trovandosi, però, in difficoltà anch'esso, Lambo adulto, preso dalla disperazione, si trasforma con il Bazooka dei Dieci Anni in un Lambo di vent'anni dal futuro, per lo stupore di tutti i presenti. Dopo aver ricevuto numerose volte gli attacchi elettrici di Levi ed essendone uscito illeso (poiché deve aver perfezionato l'Elettrico Cuoio), Lambo di vent'anni dal futuro sta per imprimere il colpo di grazia a Levi quando l'effetto del Bazooka si esaurisce e Lambo torna ad essere il bambino di sempre, concludendosi nella sua sconfitta. In futuro, combatte usando una manta contenente nella sua Box Weapon durante l'attacco alla base dei Millefiore. Il peccato di Levi è l'Invidia, poiché cerca sempre di essere nelle grazie del boss, ed odia profondamente chiunque sia ritenuto migliore di sé. È doppiato da in originale da Yūto Nakano e in italiano da Gianluca Iacono.
- Belphegor (ベルフェゴール?, Berufegōru): il guardiano della Tempesta dei Varia. È un ragazzo piuttosto giovane, che porta una maglietta a righe sotto la divisa dei Varia, una frangetta di capelli che gli copre totalmente gli occhi e una coroncina in testa, è considerato il genio dei Varia e si autodefinisce un principe (giustificando molte delle sue azioni con questa affermazione), ed è chiamato "Prince the Ripper". Combatte contro Gokudera per l'anello della Tempesta, raccontando il suo passato: Belphegor era il rampollo di una famiglia nobile insieme al suo fratello gemello, Rasiel. I due si odiavano a morte, e alla fine, dopo vari litigi, scontri e ripicche, Belphegor uccise il fratello (in seguito si scoprirà che è vivo e che è diventato un membro dei Millefiore) e tutta la sua famiglia. Da quel momento, ogni volta che vede il suo sangue uscire da suo corpo, Belphegor "impazzisce" e diventa un sadico. Combatte con una grande quantità di coltelli, che lancia verso il nemico grazie a degli speciali fili sottilissimi e trasparenti, che attacca sul corpo del nemico. Legando i coltelli ai fili, il colpo è preciso e mortale. Nel caso in cui il coltello mancasse il nemico, il filo può comunque provocare danni ingenti con il semplice contatto, essendo estremamente tagliente. Dopo che sia lui che Gokudera, entrambi privi di forze ed indeboliti dalla grande perdita di sangue, si contendono negli ultimi attimi l'anello della Tempesta, Gokudera capisce, grazie a Tsuna, che è inutile rischiare di perdere la vita per "uno stupido anello". Gokudera esce così dal campo di battaglia, estremamente ferito, lasciando Belphegor, non in migliori condizioni, con l'anello, decretando così la sua sconfitta. In futuro, durante l'attacco dei Varia alla base dei Millefiore, rilascia un visone di attributo tempesta dalla sua Box Weapon. Sembra provare un grande affetto per Viper/Mammon, dal momento che alla sua morte costringe Fran (che ha sostituito Mammon) a indossare un cappello a forma di rana in suo onor e gli proibisce di toglierselo in qualsiasi circostanza. Il peccato che rappresenta è l'Accidia (la pigrizia), probabilmente per alcuni suoi atteggiamenti svogliati e perché forse non capisce nemmeno di aver sfiorato la morte in battaglia. È doppiato in originale da Fujiwara Yuki e in italiano da Marcello Gobbi.
- Mammon (マーモン?, Māmon): il guardiano della Nebbia dei Varia. È una bambina come Reborn, che porta un cappuccio che gli copre la testa fino al naso, porta due marchi a forma di triangolo su entrambe le guance e porta sempre con sé una rana di nome Fantasma. Combatte contro Chrome per l'anello della Nebbia, mostrando i suoi poteri psichici: Mammon è un illusionista provetto, che mette a dura prova le abilità di Chrome. Quando Chrome, esausta, sviene al suolo, si scopre il suo passato, di come abbia perso gli organi interni in un incidente stradale e di come Mukuro abbia deciso di tenerla in vita con degli organi interni illusori in cambio del corpo stesso di Chrome, del quale può prendere il controllo in qualsiasi momento e "tornare in vita": dopo che infatti Mukuro mette in grave difficoltà Mammon, questi rivela il suo vero nome e la sua vera identità, ovvero Viper (バイパー?, Baipā), l'Arcobaleno della Nebbia, uno dei sette bambini più potenti del mondo, dei quali fa parte anche Reborn, l'Arcobaleno del Sole. Dopo aver amplificato i suoi poteri da Arcobaleno, la rana di Mammon, Fantasma, si trasforma in un serpente che si morde la coda (un Uroboro), formando una specie di aureola sopra la testa di Mammon, che gli consente di volare. In un ultimo scambio di colpi, Mammon, credendo di aver sconfitto Mukuro, viene sovrastato dall'immenso potere illusorio di quest'ultimo, e rinchiuso in una potentissima illusione di un mondo in continuo collasso, decretando così la vittoria di Mukuro, che si prende l'anello e che ritorna ad essere Chrome. Mammon rappresenta il peccato dell'Avarizia, poiché presta i suoi servigi ai Varia solo sotto pagamento. È doppiata in originale da Rumi Shishido e in italiano da Patrizia Mottola.
- Gola Mosca (ゴーラ•モスカ?, Gora Mosuka): il guardiano della Nuvola dei Varia. È un cyborg con delle spesse lenti rosse come "occhi" e tre tubi che fuoriescono per formare una specie di "bocca" (queste caratteristiche fanno assomigliare la sua testa a quella di una mosca, da qui il nome), ed è il più alto membro dei Varia. Di grande stazza, le dita delle sue mani sono ognuna una pistola, disponendo quindi di dieci pistole in tutto. Il suo armamentario è composto anche da dei missili che gli escono dalla schiena, dei fucili caricati dietro le spalle, un cannone sul petto e dei razzi propulsori sulle gambe. Combatte contro Hibari per l'anello della Nuvola, ma viene miseramente sconfitto in pochi secondi. Gola Mosca, però, a causa dei colpi ricevuti, va in tilt, e distrugge ogni creatura vivente. Tsuna, per placarlo, lo distrugge in un sol colpo tagliandolo a metà, ma scopre con orrore che dentro il cyborg era presente il Nono boss dei Vongola, Timoteo: Xanxus, infatti, aveva rinchiuso il Nono dentro Gola Mosca, che può funzionare soltanto estraendo l'energia vitale da un essere umano al suo interno. Nel futuro, esistono versioni potenziate di questo cyborg, chiamate Strau Mosca e King Mosca. Il peccato che rappresenta è la Gola, per due ragioni: poiché ha bisogno di una vita umana al suo interno per funzionare e perché Belzebù, a volte connotato anche come il demone della Gola, è chiamato "il signore delle mosche".
- Fran (フラン?, Furan): il guardiano della Nebbia dei Varia (nel Futuro). Questo personaggio subentra al posto di Viper (Mammon), quando questi viene ucciso dai Millefiore di Byakuran per entrare in possesso del Ciuccio Indaco. È costretto a portare un enorme e ridicolo copricapo a forma di ranocchio dal suo senpai, Belphegor, in parte per onorare Mammon e in parte anche per essere preso in giro. Nonostante manchi di completo rispetto per i suoi superiori, è un abile illusionista in possesso di uno degli "Hell Ring", gli anelli della bestia. Fran ha legami con la gang di Kokuyo, in particolare con M.M. ed è stato allievo di Mukuro Rokudo. In seguito aiuta Mukuro ad evadere dalla sua prigionia. Durante la Battaglia Rappresentativa dell'Arcobaleno, la sua versione del presente si unisce alla squadra di Mukuro. È doppiato in originale da Kokuryu Sachi e in italiano da Ezio Vivolo.

### Famiglia Millefiore
È una famiglia mafiosa che ha ingaggiato battaglia contro la famiglia Vongola nel futuro, 10 anni dopo la battaglia per gli anelli Vongola. La famiglia Millefiore è il risultato della fusione di due separate famiglie mafiose: la famiglia Gesso guidata da Byakuran, e la Giglio Nero, famiglia che ha una storia lunga quanto quella dei Vongola, guidata da Uni. I componenti che compongono questa famiglia, sono molti, ecco i principali:
- Byakuran (白蘭?, Byakuran): è il boss della Famiglia Millefiore (Ramo Whitespell). Nonostante l'aria sorridente ed affabile, ha in serbo terribili poteri ed è in grado di compiere veri e propri miracoli grazie al potere che gli è stato risvegliato dai continui incontri con Shoichi durante i suoi viaggi nel tempo: la consapevolezza acquisita dal passaggio di varie realtà parallele, che gli permette di conquistare la Trinisette (7³), il potere definitivo congiunto dal possesso dei 7 Vongola Ring, i 7 Mare Ring e i 7 Ciucci degli Arcobaleno. Byakuran è collegato mentalmente ad ogni sua versione negli altri universi paralleli, e con questa capacità è stato in grado di utilizzare le conoscenze provenienti dai diversi mondi paralleli per diventare il sovrano di ciascuno di essi. Durante il violento scontro con Tsuna, sfoggia dapprima due ali bianche angeliche e successivamente due ali nere, perdendo la vita colpito in pieno dal suo X-Burner. Durante il periodo originale di Tsuna, il Byakuran del presente si è dimostrato diverso dalla sua controparte futura, curando le ferite di Yamamoto, esprimendo il suo desiderio di proteggere Uni per sincerità e aiutando Tsuna a sconfiggere il Team Bermuda, dimostrando che è davvero diventato un alleato. È doppiato in originale da Takanori Ohyama e in italiano da Alessio Ward.
- Uni (ユニ?, Yuni): è boss a pari merito dei Millefiore con Byakuran (Ramo Blackspell). La sua personalità è stata completamente spezzata in seguito ad un meeting privato con lo stesso Byakuran, che piega le volontà della bambina a suo piacimento. È la custode del Ciuccio del Firmamento, figlia di Aria e nipote di Luce, è in quanto tale capo degli Arcobaleno. Si approccia a Reborn chiamandolo "zio" ed è legata dalla triste maledizione legata all'elemento a cui appartiene. Per salvare i Vongola e riportare in vita gli Arcobaleno, sacrifica la propria vita insieme a Gamma. Ritorna tuttavia in vita nella Saga della Battaglia degli Arcobaleno, ereditando il titolo da sua madre che ha deciso di ritirarsi in modo che Uni abbia la possibilità di essere liberata dalla sua maledizione. È doppiata in originale da Yoshino Nanjo e in italiano da Valentina Pallavicino.
- γ (Gamma) (γ（ガンマ）?, Ganma): Capitano del Ramo Black-Spell e portatore del Falso Mare Ring del Fulmine. Soprannominato "Gamma l'Elettrizzante" era innamorato di Aria, madre di Uni e boss della Famiglia Giglio Nero. Dopo la fusione delle due Famiglie, l'uomo si dà all'alcol e alla perdizione, spadroneggiando nella Base Melone e dando la caccia a chiunque sia collegato ai Vongola per ucciderlo. Le sue armi sono una stecca da biliardo e palle numerate che carica di elettricità per scagliare successivamente contro i nemici. Ha due subordinati che lo vedono come un fratello maggiore, Tazaru e Nosaru. Sconfigge in un attacco combinato, Gokudera e Yamamoto per poi avere la peggio contro l'Hibari del Futuro. Successivamente si scontrerà di nuovo con Gokudera nel tentativo di proteggere la Base Melone, il furente scontro in cui il guerriero dimostra una potente risoluzione, si conclude in un pareggio. Infine, scoperto il vero scopo di Byakuran, tradisce i Millefiore insieme ai due fratelli nel tentativo di salvare Uni, per cui sacrificherà la propria vita. Nella saga della Battaglia degli Arcobaleno, la sua versione del presente si unisce alla squadra di rappresentanza di Uni. È doppiato in originale da Kazuhiko Inoue e in italiano da Massimo Triggiani.
- Shoichi Irie (入江正一?, Irie Shōichi): Capitano del Ramo White-Spell e portatore del Falso Mare Ring del Sole, è uno dei subordinati più fedeli di Byakuran. Si ritrova suo malgrado coinvolto nella Mafia, quando Lambo piomba in casa sua. A causa del Bazooka dei 10 Anni viaggia in diversi futuri alternativi che prova a cambiare una volta tornato nel presente: i fortuiti incontri con Byakuran, risveglieranno in lui un'incredibile abilità che cambierà drasticamente il futuro dei Vongola. Infiltrato nei Millefiore e responsabile a capo della Base Melone, è in realtà un alleato di Tsuna, ed è stato lui, in accordo con lo Tsuna del futuro, a portare nel suo tempo i Vongola del passato. È doppiato in originale da Toshiyuki Toyonaga e in italiano da Andrea Rotolo.
- Glo Xinia (グロ・キシニア?, Guro Kishinia): capitano del Ramo White-Spell e portatore del Falso Mare Ring della Pioggia, giunge in Giappone allo scopo di rubare il Vongola Ring della Nebbia in possesso a Chrome Dokuro. Approfittando della spaesatezza della ragazza giunta dal passato, e dell'incapacità della medesima di combattere con gli anelli, Glo sfrutta tutta la sua cattiveria ed astuzia per uccidere l'avversaria, rivelandole di aver già sconfitto ed ucciso il Mukuro Rokudo di quell'epoca. Si scoprirà poi che in realtà Mukuro aveva preso possesso e si era nascosto nel Gufo di Nebbia dello stesso Glo-Xinia, decretando una violenta fine dell'uomo che tuttavia prima di venire sconfitto, aveva nascosto un ricevitore per individuare il Nascondiglio dei Vongola. È doppiato in originale da Yoshihisa Kawahara e in italiano da Gabriele Calindri.
- Rasiel (ラジエル?, Rajieru): fratello gemello di Belphegor e membro dei White-Spell, oltre che portatore del Falso Mare Ring della Tempesta. Sadico e malvagio quanto il fratello, ma più codardo, si sposta su un trono volante alimentato da fiamme di attributo tempesta e combatte usando pipistrelli di attributo tempesta. Lui e Bel hanno costantemente combattuto da bambini. Un giorno, Bel mise dei lassativi nel suo cibo per renderlo inabile. Inizialmente si pensava che fosse stato ucciso da Bel, ma in seguito si rivela come il capo della difesa Millefiore in Italia. Sconfigge il fratello e Fran durante l'assalto dei Varia alla base dei Millefiore in Italia, ma viene facilmente sconfitto e ucciso da Xanxus. È doppiato in originale da Ryuuji Kamiyama e in italiano da Jacopo Calatroni.
- Genkishi (幻骑士?, Genkishi): Capitano del Ramo Black-Spell e portatore del Falso Mare Ring della Nebbia, soprannominato il "Cavaliere Fantasma", giura estrema devozione a Byakuran dopo che questi lo ha salvato da una malattia incurabile. Abile spadaccino ed illusionista, è in grado di trasformarsi in un gigantesco scheletro in armatura grazie all'ausilio di uno dei leggendari Hell Ring. Inscenando la propria sconfitta contro Squalo, mostra parte del proprio potenziale dapprima contro Yamamoto, che sconfigge e successivamente contro Gokudera e ancora Hibari, per poi perdere contro Tsuna. Durante il Choice, Genkishi si manifesta davanti agli avversari sotto le mentite spoglie di Saru, e si scontra nuovamente con Yamamoto, ma nel corso della rivincita, il Guardiano della Pioggia dei Vongola riesce a sconfiggerlo. Scoperta la sua inutilità, Byakuran ordina a Kikyo di ucciderlo. È doppiato in originale da Daisuke Hosomi e in italiano da Diego Baldoin.

#### Sei Corone Funebri Reali
È la squadra segreta di Byakuran in possesso dei veri Anelli del Mare. È composta da personaggi il cui destino era crudele e spietato in altre realtà, e che lo stesso Byakuran ha salvato da un triste destino, cambiato in seguito ad un'esistenza vuota e curato da gravi malattie. Ad eccezione di Ghost, sono in grado di trasformarsi con l'ausilio di rare Box poste sul cuore, sviluppate segretamente appositamente per loro. I componenti sono:
- Kikyo (桔梗?): la Corona Funebre Reale della Nuvola. Il più abile, astuto e terribile della squadra. È più tranquillo rispetto al resto dei suoi compagni, mantenendo sempre la calma anche in battaglia contro la famiglia di Tsuna. Durante lo svolgimento del Choice, combatte contro Gokudera e Spanner, per poi finire con un sol colpo Shoichi decretando la vittoria del suo team. Successivamente combatte contro le forze congiunte di Ryohei, Lambo, Basil, Tazaru e Nosaru, per avere la peggio solamente contro le illusioni combinate della gang di Kokuyo e Fran dei Varia. È l'unico del gruppo a sopravvivere alla battaglia nel futuro. La sua versione del presente si unirà poi alla squadra di Uni. Combatte usando fiori e velociraptor di attributo Nuvola, e può tramutarsi in un ibrido umano-spinosauro. A differenza dei suoi compagni, Kikyo non acquisisce del tutto caratteristiche animali, ma può usare i suoi capelli per creare un esercito di spinosauri, che a loro volta possono continuare a moltiplicarsi, creando un esercito infinito di dinosauri che può attaccare da qualsiasi direzione. È doppiato in originale da Kazuki Kato e in italiano da Edoardo Lomazzi.
- Zakuro (ザクロ?): la Corona Funebre Reale della Tempesta. Al fine di dimostrare la sua lealtà verso Byakuran, ha distrutto la sua città natale, facendo eruttare un vulcano su di essa. Pigro e violento, sconfigge Squalo e distrugge il Nascondiglio dei Vongola. Contro di lui combatte Gokudera che grazie all'Arco di G (G-Archery), riesce ad amputargli un braccio. Il potere della rigenerazione e l'arrivo di Bluebell, tuttavia faranno sì che questi possa sopravvivere e riuscire a cavarsela, per soccombere poi contro lo spietato Ghost. La sua versione del presente si unirà poi alla squadra di Uni. Possiede la capacità di creare una Fiamma Tempesta invisibile, e può tramutarsi in un ibrido umano-tirannosauro con fiamme di attributo Tempesta a forma di ali. Questo lo rende più grande, più forte e più veloce. Oltre a ciò, ottiene una serie di scaglie indurite che possono difenderlo dalla maggior parte degli attacchi. Può anche sparare raffiche di fiamme dalle sue mani e col passare del tempo può anche guarire sé stesso. È doppiato da Naoiya Goumoto in originale e in italiano da Andrea Moretti.
- Bluebell (ブルーベル?, Burūberu): la Corona Funebre Reale della Pioggia. Dolce e capricciosa, è gelosa di Byakuran e attacca in massa i Varia, convinta di poter ottenere vittoria facile, finendo dapprima vittima delle illusioni di Fran e Mukuro, per poi essere uccisa dal compagno Ghost. La sua versione del presente si unirà poi alla squadra di Uni. Può anche emettere fiamme di attributo pioggia direttamente dai suoi piedi e dalle sue mani e come tale può trasformarsi in acqua, creare lame e volare senza aiuto. Può trasformarsi in un ibrido umano-plesiosauro. In questo stadio può creare una potente barriera usando le fiamme di Pioggia. Qualsiasi cosa catturata in quest'area è paralizzata a causa dell'elevata purezza dell'attributo di tranquillità della Fiamma al punto che morirà a causa della mancanza di movimento cellulare. È doppiata da Mika Kikuchi in originale e in italiano da Veronica Cuscusa.
- Ghost (ゴースト?, Gōsuto): la Corona Funebre Reale del Fulmine. Gigante dalle connotazioni simili a quelle di Byakuran, altri non è che un altro Byakuran portato da una realtà parallela, cosa che ha distrutto quel mondo nel processo. A causa di ciò Ghost non ha una vera forma fisica, ma è composto da Fiamme del Coraggio di Morire e può solo drenare le fiamme altrui. Tutte le fiamme che Ghost assorbe vanno dritte a Byakuran a causa della natura condivisa della loro esistenza. Rinchiuso a causa del suo enorme potere nel penitenziario dei Vindice in nord-Europa, viene successivamente rilasciato da Iris su ordine dello stesso Byakuran. Avanza indisturbato assorbendo tutte le Fiamme del Coraggio di Morire nella zona, uccidendo anche i suoi alleati. Viene assorbito dal Punto Zero del Coraggio di Morire - edizione rivisitata di Tsuna. Poiché non esisteva 10 anni fa, è l'unico dei sei a non riapparire nell'arco narrativo della Battaglia Rappresentativa degli Arcobaleno.
- Deisy (デイジー?, Deijī): la Corona Funebre Reale del Sole. Dall'aria spettrale e dall'aspetto gentile, regala dei fiori appassiti a Kyoko ed Haru. Durante il Choice, viene sconfitto da Yamamoto, ma essendo pressoché immortale, riesce comunque a rialzarsi decretando la vittoria dei Millefiore. Durante l'assalto ai Vongola, riesce a sconfiggere Dino per poi perdere contro Hibari. È la prima Corona Funebre a cadere sotto l'attacco serrato della Famiglia di Tsuna. La sua versione del presente si unirà poi alla squadra di Uni. Può tramutarsi in un ibrido uomo-lucertola con fiamme di attributo sole a forma di ali che gli escono dalla schiena. Questa forma gli dà la possibilità di usare le sue fiamme solari per rigenerare qualsiasi parte del suo corpo, anche gli arti divisi. Inoltre, gli arti tagliati possono muoversi anche dopo essere stati separati e crescere in un nuovo corpo. È doppiato da Mondo Yamagishi in originale e in italiano da Gianandrea Muia.
- Torikabuto (トリカブト?): la Corona Funebre Reale della Nebbia. Potente monaco illusionista, durante Choice mette Tsuna alle strette, venendo poi successivamente sconfitto. Dopo aver preso le sembianze di Lambo, rapisce Uni che viene salvata dall'attacco congiunto dello stesso Tsuna, Chrome e Gamma. Combatte usando serpenti volanti di attributo nebbia, e tramite la trasformazione ibrida può diventare un ibrido falena-umano con occhi sulle ali. Chiunque fissi questi occhi, anche solo per un secondo, perderà il controllo di tutti e cinque i sensi. È doppiato da Shinobu Matsumoto in originale e in italiano da Oliviero Corbietta.

#### Altri membri
- Ginger Bread (ジンジャーブレッド?, Jinja Bureddo): mago al servizio dei Black-Spell, non si manifesta mai in prima persona e combatte unicamente previo bambolotti. Nel corso dell'attacco alla Base Melone, combatte contro Lal Mirch che spreca le sue ultime forze per distruggere il fantoccio. Ha rivelato di essere l'artefice della morte di Colonnello. Combatte in coppia con Iris tuttavia, viene definitivamente sconfitto e messa alle strette da Tsuna e Spanner. Viene in seguito rivelato che le bambole sono in realtà una creazione del Vindice Alejandro. È doppiato in originale da Yumiko Kobayashi e in italiano da Martina Tamburello.
- Iris Hepburn (アイリス・ヘプバーン?, Airisu Hepubān): scienziata al servizio dei White-Spell, è al comando di muscolosi energumeni che una volta colpiti dalla sua frusta, diventano ancora più grossi e potenti, attaccando l'avversario senza pietà. Combatte in coppia con Ginger Bread, tuttavia, viene definitivamente sconfitta e messa alle strette da Tsuna e Spanner. Ricomparirà diverso tempo dopo in Europa per conto di Byakuran, per rilasciare Ghost dal penitenziario dei Vindice. È doppiata in originale da Chieko Honda e in italiano da Federica Valenti.
- Spanner (酢花?, Supana): meccanico al servizio dei Millefiore, responsabile della realizzazione e della supervisione della seconda generazione di Mosca, gli Strau (nonché del più potente tra i Mosca, il King). Svilupperà le lenti a contatto e le cuffie che permetteranno a Tsuna di perfezionare l'"X-Burner", un'incredibile tecnica che rilascia l'energia da ambe le mani in maniera bilanciata. Nell'anime ha anche un aiutante, Mini-Mosca. È doppiato in originale da Kenjirō Tsuda e in italiano da Maurizio Merluzzo.
- Tazaru (太猿?): gigante barbuto dall'aria truce, è in realtà un uomo dal cuore buono. Ha un debole per le belle donne e l'alcool ed è protettivo verso Nosaru. Manovra una falce di attributo Tempesta. È doppiato in giapponese da Takuto Doujou e in italiano da Francesco Rizzi.
- Nosaru (野猿?): il più giovane del trio, ha una folta chioma rosa ed un temperamento aggressivo. Prova profondo rispetto ed affetto per Gamma. Manovra una falce di attributo Tempesta. È doppiato in giapponese da Kanae Toyoda e in italiano da Mosè Singh.
- Olgert (オルゲルト?, Orugeruto): maggiordomo di Rasiel, combatte usando degli elefanti e un pellicano di attributo pioggia. Anche lui viene ucciso da Xanxus. È doppiato da Binnin Takaoka e in italiano da Antonio Paiola.
- Baishana (バイシャナ?): anziano sultano del ramo White-Spell, combatte su un tappeto volante invocando coleotteri e serpenti di attributo tempesta. Restio alla collaborazione con i Black-Spell, uccide Nigella e successivamente ingaggia uno scontro con il Ryohei del futuro, venendo miseramente sconfitto. È doppiato in originale da Baton Yamazaki e in italiano da Ivo De Palma.
- Nigella Beankabul (ニゲラ・ベアバンクル?, Nigera Beabankuru): capitano del ramo Black-Spell, è un uomo sulla trentina il cui viso è ricoperto di tatuaggi e piercing. Combatte usando un orso di attributo nuvola e facendo coppia con Baishana, che a tradimento però l'uccide poco prima dello scontro con i Vongola. È doppiato da Naru Kawamoto e in italiano da Francesco Saverio De Angelis.

### Daemon Spade
Daemon Spade (D·スペード?, Daemon·Supēdo) era originariamente il primo Guardiano della Nebbia dei Vongola. Tuttavia, in seguito tradì Vongola Primo, Giotto, costringendolo ad abbandonare la posizione di boss. Daemon divenne il guardiano della nebbia del secondo Boss e continuò a sorvegliare i Vongola per generazione in generazione continuando a possedere varie persone per assicurarsi che la famiglia rimanesse la più forte. Dopo aver preso possesso del corpo di Julie Katou, ha organizzato la battaglia tra la decima generazione dei Simon, guidata da Enma e quella dei Vongola guidata da Tsuna. Dopo aver affrontato Mukuro riesce a rubargli il corpo, ma viene successivamente sconfitto da Tsuna e muore definitivamente. È un illusionista pericoloso ed esperto, perché ha la capacità di creare delle illusioni reali e ha anche la capacità di sigillare i suoi nemici nel suo mondo illusorio. Dopo aver rubato il corpo di Mukuro, ottiene tutti e sei gli anelli dei Simon, escluso quello di Enma, che gli permettono di usare tutte le abilità della famiglia Simon insieme allo speciale attributo dell'ottava Fiamma, la Fiamma della Notte, la stessa usata dai Vindice. È doppiato da Atsushi Kousaka in originale e da Ruggero Andreozzi in italiano.

### Famiglia Simon
È una famiglia non molto conosciuta nel presente, ma molto famosa in passato, date le sue battaglie al fianco della prima generazione dei Vongola, nel presente la famiglia Simon ha attaccato Yamamoto e lo ha ferito gravemente, proprio prima della cerimonia di successione della decima generazione dei Vongola, nella quale sarebbe stato tramandato il "Peccato", cimelio importantissimo della famiglia che contiene il sangue del primo e di tutte le sue battaglie, a detta della famiglia Simon il sangue sarebbe del primo boss della loro famiglia, e lo usano per liberare il potere dei loro anelli sigillati dal primo Vongola e dichiarano guerra per vendicarsi del tradimento dei Vongola. Possiedono le 7 Fiamme della Terra, in grado di rivaleggiare con le Fiamme del Cielo. Curiosamente, tutti i componenti della famiglia hanno gli occhi rossi. I membri della famiglia sono:
- Enma Kozato (古里炎真?, Kozato Enma): è il Boss della Famiglia Simon. Assomiglia molto allo Tsuna di inizio serie a causa del suo carattere timido, impacciato e remissivo. Stringe una forte amicizia con Tsuna proprio per questo motivo, tuttavia a causa di un fraintendimento causato da Lambo ed I-Pin, decide comunque di vendicare l'onta subita dal suo antenato, e rovinare la Cerimonia di Successione dei Vongola, al fine di rubare il "Peccato", e ripristinare il potere della propria famiglia, per poi fuggire sull'isola in cui i Simon avevano instaurato il loro dominio. Sull'isola si scontrerà altre due volte con Tsuna, e ormai in preda al potere dell'anello verrà fermato e fatto tornare alla normalità da quest'ultimo. Possiede la fiamma della terra, che gli permette di avere un grande controllo della gravità e creare masse di materia con un proprio campo gravitazionale.
- Adelheid Suzuki (鈴木 アーデルハイト?, Suzuki Ādoruhaito): presidente del Comitato di Liquidazione della scuola media Simon, ingaggia subito una forte rivalità con Hibari, con cui ha forti similitudini caratteriali. La ragazza ha un carattere rigoroso e rigido, tant'è che in più occasioni sembra guidare le decisioni dello stesso Enma. Ucciderà i Sicari della Famiglia Giegue, che le stavano addosso nel tentativo di scoprire le vere intenzioni dei Simon. Possiede il potere della Fiamma del Ghiacciaio. Sull'isola si scontrerà una seconda volta con Hibari venendo battuta.
- Kaoru Mizuno (水野 薫?, Mizuno Kaoru): omone dall'aria truce, viene temuto dai ragazzi del club di baseball a causa del suo aspetto. L'espansività di Yamamoto porterà il ragazzo a vincere la sua timidezza e a far parte della squadra a tutti gli effetti. Tuttavia, quando proprio Yamamoto al termine dell'allenamento, rinviene negli spogliatoi un indizio che può rovinare la copertura dei Simon, Kaoru sferra un potentissimo colpo che lo riduce in fin di vita. Soccorso all'ultimo le sue condizioni sono stabili, ma secondo il medico, le possibilità che il ragazzo possa riprendere a camminare sono scarsissime. In seguito si riscatterà tentando di attaccare Daemon Spade, ma verrà sconfitto con facilità e salvato proprio da Yamamoto.
- Julie Katō (加藤ジュリー?, Katō Jurī): ambiguo, melifluo e sarcastico, sviluppa un interesse particolare per Chrome, arrivando a pedinarla e a portarla con sé sull'isola; in seguito si scoprirà essere posseduto dal primo Guardiano della Nebbia dei Vongola, Daemon Spade, che ha manipolato i Simon per prendere possesso del corpo di Mukuro e distruggere i Vongola. Possiede il potere della Fiamma del Deserto. Dopo aver combattuto contro Mukuro, Daemon abbandona il corpo di Julie per impossessarsi del corpo dell'avversario.
- Shitt P. (しっとぴー?, Shittopī): ragazza piuttosto eccentrica, che si sposta tramite dei palloni aerostatici: suscita l'interesse scientifico di Gokudera, che è convinto che la ragazza sia un'aliena (U.M.A). Possiede il potere della Fiamma della Palude. Si scontrerà con Gokudera e verrà sconfitta da quest'ultimo.
- Rauji Ōyama (大山 らうじ?, Ōyama Rauji): Grosso ragazzo dal carattere mite; diventa molto amico di Lambo ed è un ottimo combattente di sumo. Possiede il potere della Fiamma della Montagna. Si scontrerà e verrà battuto dal Lambo del futuro.
- Kōyō Aoba (青葉 紅葉 ?, Aoba Kōyō): giovane pugile occhialuto, diventa rivale di Ryohei, con cui condivide l'amore per il pugilato e la scarsa intelligenza. Come Ryohei, anche a lui ha una frase ricorrente: "Fino alla fine". Ha una vista potentissima (nascosta dai suoi occhiali scuri) e possiede il potere della Fiamma della Foresta. Sull'isola dei Simon ingaggerà un estenuante scontro con Ryohei, al termine del quale entrambi i contendenti perderanno e verranno portati via dai Vindice.

### Vindice
Sono i guardiani delle leggi del mondo della Mafia, e hanno il compito di imprigionare chiunque non le rispetti in un carcere situato nel Nord Europa. Hanno il corpo coperto di bende e indossano pesanti cappotti invernali con dei cilindri. Le loro armi principali sono delle grosse catene che usano per catturare e imprigionare le vittime, e possiedono la Fiamma della notte, che governa un insieme di leggi e che consente loro di trasportare chiunque ovunque vogliono. Come rivelato da Bermuda, in realtà i Vindice sono i passati Arcobaleno, che dopo aver perso il proprio ruolo sono stati salvati da Bermuda e da allora aspettano l'occasione giusta per vendicarsi.
- Bermuda von Veckenschtein (バミューダ·フォン·ヴェツケンシュタイン?, Bamyūda fon Vekkenshutain): Leader dei Vindice. è l'ultimo appartenente della sua generazione di Arcobaleno di cui era il più potente. Dopo il "tradimento" da parte di Chekerface riuscì a riempire il suo ciucciotto, ormai vuoto, di un nuovo elemento: la Fiamma della Notte. Egli ha l'abilità di creare buchi neri che utilizza per spostarsi alla velocità della luce o per teletrasportare gli altri. Inoltre è l'unico tra i Vindice a poter produrre in modo "naturale" la Fiamma della Notte e quindi è costretto a ricaricare i suoi compagni. Caratterialmente serio, prova un odio viscerale per Chekerface. Il suo aspetto da bambino lo mostra ricoperto di bende e con un pesante cappotto invernale con annesso cappello. Il suo Ciucciotto è incolore avendo perso la sua precedente fiamma (non è dato sapere quale fosse il suo precedente elemento ma, a giudicare dagli scontri precedenti di Tsuna, è probabile che fosse l'Arcobaleno del Cielo). Dopo la sua sconfitta da parte di Tsuna userà i suoi poteri combinati con gli strumenti di Talbot per dare energia eterna ai Ciucciotti.
- Jager (イェーガー?, Iēgā): Braccio destro di Bermuda, e leader del suo team durante la Battaglia Rappresentativa degli Arcobaleno; è forse la persona più vicina a Bermuda in quanto appare sempre con lui. Insieme al suo capo appare nei ricordi di Giotto e Cozart dove viene presentato per la prima volta con il volto visibile lasciando intravedere i capelli scuri. Si presenta come un uomo adulto ricoperto di bende e con gli abiti tipici dei Vindice e con un ciucciotto spento e di pietra al collo. Dotato di un grande forza fisica e combattiva, riesce a sconfiggere da solo Squalo, Xanxus, Byakuran, Dino e Mukuro usando solo la sua catena. Persino lo stesso Reborn ha chiarito che Tsuna non ha alcuna possibilità contro di lui e non vede alcuna possibilità per sconfiggerlo. Durante il quarto giorno della battaglia rappresentativa, tuttavia, viene sconfitto da Tsuna e dalla cooperazione dei membri rimanenti della sua squadra.
- Alejandro (アレハンドロ?, Arehandoro): il terzo Vindice per ordine di forza, partecipa alla Battaglia Rappresentativa degli Arcobaleno come parte del Team di Bermuda. Combatte utilizzando due bambole conosciute come Ginger Bread. Viene sconfitto da Tsuna, Enma e Basil con un attacco combinato. È attualmente sconosciuto il motivo e il modo in cui le sue bambole si siano alleate a Byakuran durante la saga dei 10 anni.
- Jack (ジャック?, Jakku): uno dei Vindice che partecipano alla Battaglia Rappresentativa degli Arcobaleno come parte del Team Bermuda. Durante il terzo giorno di battaglia, appare con altri due Vindice di fronte alle squadre di Tsuna e Mukuro, risultando in un'alleanza temporanea tra i due. Viene sconfitto da Tsuna poco dopo che i suoi altri due compagni di squadra sono stati sconfitti da Mukuro e Chrome.
- Small Gia (スモルジア?, Sumorojia): Uno dei Vindice che partecipano alla Battaglia Rappresentativa degli Arcobaleno come parte del Team Bermuda. Insieme a Big Pino combatte contro Chrome, Fran, Gokudera e Yamamoto per guadagnare tempo fino all'arrivo di Tsuna, Enma e Basil. Usa le armi trasportate da Big Pino e in grado di cambiarle quando vuole. A differenza di altri Vindice, è piuttosto espressivo, mostrando chiaramente la sua gioia ed emozioni anche se una volta Jager ha detto che i Vindice non ha altre emozioni oltre all'odio. È anche sadico, affermando che il suo hobby è la macellazione. Sembra essere l'unico in grado di capire le parole di Big Pino. Vengono entrambi sconfitti dal lavoro di squadra di Gokudera, Yamamoro, Enma, Fran e Chrome.
- Big Pino (ビッグピノ?, Biggupino): Uno dei Vindice che partecipano alla Battaglia Rappresentativa degli Arcobaleno come parte del Team Bermuda. Insieme a Small Gia, combatte contro Chrome, Fran, Gokudera e Yamamoto per guadagnare tempo fino all'arrivo di Tsuna, Enma e Basil. È abbastanza potente da distruggere il Sistema CAI di Gokudera e le spade di Yamamoto. A parte il suo cannone, porta con sé varie armi dietro il cappotto, che vengono usate da Small Gia. A differenza di altri Vindice, non è in grado di parlare, e si esprime in versi che solo Small Gia può capire. Vengono entrambi sconfitti dal lavoro di squadra di Gokudera, Yamamoto, Enma, Fran e Chrome.

## Famiglia Vongola
La famiglia Vongola (ボンゴレファミリー?, Bongore Famirii) è la prima famiglia mafiosa che viene introdotta nella serie, e il protagonista, Tsunayoshi Sawada, è destinato ad esserne il boss della decima generazione. La Famiglia Vongola tiene lo status di principale famiglia mafiosa nella serie, ed è considerata la più potente ed influente famiglia fin dalle origini della mafia stessa. Tuttavia, in un futuro alternativo, scopriamo che la Famiglia Vongola è stata spodestata dalla Famiglia Millefiore durante la guerra mondiale della Mafia, e i membri sopravvissuti lottano per la loro sopravvivenza. Non molto si sa riguardo alla storia della Famiglia Vongola, tranne che è considerata essere la più violenta e sanguinaria. Inoltre, il primo boss della Famiglia, Giotto, fondò l'organizzazione più di 100 anni prima dei fatti raccontati nel manga. Da allora, la Famiglia Vongola ha detenuto lo status di famiglia guida della Mafia, avendo dozzine di altre famiglie che lavorano per lei.

### Boss
Nella serie di Tutor Hitman Reborn, ci sono stati in totale nove boss mafiosi a capo della Famiglia Vongola, ognuno dei quali protetto da sei guardiani. Al boss e ai suoi guardiani sono affidati gli anelli noti come "Vongola Ring", ognuno dei quali prende il proprio potere da un tipo di Fiamma dell'Ultimo Desiderio (nel caso dei boss, si tratta della Fiamma del Cielo).

#### Giotto alias Vongola I
Giotto (ジョット?, Jotto) è stato il primo boss della Famiglia Vongola. Egli fondò la Famiglia Vongola più di 100 anni prima dei fatti narrati nella serie, ma il suo vero proposito era quello di creare un gruppo di uomini in grado di difendere le popolazioni vicine: il ruolo mafioso della Famiglia cominciò con l'avvento del Secondo boss, Ricardo. Si ritirò presto e se ne andò in Giappone, secondo Xanxus perché aveva troppa paura dei piani e del potere di Vongola Secondo, dove fondò una famiglia da cui discende Tsuna (infatti egli è il suo bis-bis-bis- nonno). Lui e Tsuna usano entrambi i guanti come loro arma primaria, tuttavia, i guanti di Giotto hanno una “I”, che rappresenta il numero '1' nei numeri romani. Oltre a Tsuna, Giotto era l'unico boss che ha avuta una famiglia eterodossa, ha cioè accettato chiunque gradisse: re, soldati, membri di famiglie rivali della Mafia e perfino gente religiosa. Compare nel capitolo 158, assieme ai boss precedenti della Famiglia Vongola. Il suo aspetto è molto simile a quello di Tsuna, con la differenza di un taglio di capelli biondo scuro anziché moro e una lunghezza dei capelli maggiore. È doppiato in originale da Daisuke Namikawa e in italiano da Stefano Pozzi.

#### Vongola II
Il secondo boss della Famiglia Vongola. Fa la sua apparizione nel capitolo 158 in una immaginaria dimensione dove i precedenti capi della Famiglia sono riuniti. Dalla sua generazione in poi, la famiglia Vongola prese una piega mafiosa, abbandonando gli altruisti ideali inizialmente proposti da Giotto, il Primo Boss. Possiede un potere conosciuto come “Fiamma della Collera”, una fiamma dalle stesse caratteristiche di quella del Coraggio di Morire, ma molto più distruttiva, e per questo combatte a mani nude. Xanxus, il boss dei Varia, gli assomiglia tremendamente, e possiede casualmente anche lui la Fiamma della Collera, ma è appurato che i due non abbiano alcun legame di sangue, essendo Xanxus il figlio adottivo del Nono e quindi non discendente originario dei Vongola. Come Xanxus possieda, dunque, la Fiamma della Collera, rimane un mistero (probabilmente è una caratteristica che possiede dalla nascita).

#### Vongola III
Il terzo boss della famiglia Vongola. Fa la sua apparizione nel capitolo 158 in una immaginaria dimensione dove i precedenti capi della Famiglia sono riuniti. È completamente pelato, fatto salvo un ciuffo di capelli sulla fronte e un altro sullo spuntare della nuca. Per combattere usa un coltello pervaso dalla Fiamma del Coraggio di Morire.

#### Vongola IV
Quarto capo della Famiglia Vongola. Fa la sua apparizione nel capitolo 158 in una immaginaria dimensione dove i precedenti capi della Famiglia sono riuniti. Ha i capelli corti uniti a una barbetta abbastanza folta. Per combattere usa una forchetta pervasa dalla Fiamma del Coraggio di Morire.

#### Vongola V
Quinto capo della Famiglia. Fa la sua apparizione nel capitolo 158 in una immaginaria dimensione dove i precedenti capi della Famiglia sono riuniti. Per combattere usa un katar (arma araba a una mano a forma di "U" con punte molto affilate) pervaso dalla Fiamma del Coraggio di Morire.

#### Simora alias Vongola VI
Sesto boss della Famiglia vongola. Fa la sua apparizione nel capitolo 158 in una immaginaria dimensione dove i precedenti capi della Famiglia sono riuniti. Porta un vistoso monocolo, un impermeabile e possiede un boomerang pervaso dalla Fiamma del Coraggio di Morire.

#### Fabio alias Vongola VII
Settimo capo della Famiglia Vongola. Porta dei baffetti riccioluti, un naso molto pronunciato ed indossa un cilindro. La sua Fiamma del Coraggio di Morire era considerata debole rispetto a quella degli altri boss. Per colmare quella debolezza, ha utilizzato delle pistole che incanalano le sue deboli fiamme in Proiettili dell'Ultimo Desiderio, rendendo i suoi attacchi basati sulle fiamme molto più potenti, arrivando a ottenere il titolo di Boss della Famiglia Vongola con il più alto potere d'attacco. Compare nel capitolo 158 in una immaginaria dimensione dove i precedenti capi della Famiglia sono riuniti. È da lui che Xanxus copia la tecnica di inserire la fiamma nei proiettili usando due pistole.

#### Daniela alias Vongola VIII
L'ottava e unica femmina a capo della Famiglia. Compare per la prima volta nel capitolo 158 in una immaginaria dimensione dove i precedenti capi della Famigliari sono riuniti, e ha un tatuaggio a forma di fiore sul viso. In un piccolo albero di famiglia, viene indicata come la madre di Timoteo alias Vongola IX. La sua arma è una balestra pervasa dalla Fiamma del Coraggio di Morire.

#### Timoteo alias Vongola IX
Timoteo (ティモッテオ?) è boss in carica per tutta la durata della storia ed il nono in totale, nonché padre adottivo di Xansus. Ha l'aspetto di un uomo anziano con il viso solcato da molte rughe, baffi molto folti e capelli pettinati all'indietro. Come tutti gli altri boss possiede la Fiamma del Cielo, mentre la sua arma è un bastone
 Sette anni prima dell'inizio della serie (durante l'evento noto come "Scandalo della culla"), Timoteo ibernò Xansus con il potere dello "Zero-Point Breaktrhrough", dopo che quest'ultimo aveva attaccato il padre a seguito alla scoperta di essere stato adottato e di non aver pertanto diritto alla successione. Dopo il suo risveglio, Xanxus imprigionò quindi il padre adottivo nel Gola Mosca (un cyborg che utilizzava una vita umana al suo interno per funzionare) e sostituendolo con un sosia, prima di assoldare al suo servizio quelli che poi divennero i membri dei Varia. Timoteo viene infine liberato a seguito della distruzione del Gola Mosca (impazzito dopo un corto circuito interno) per mano di Tsuna - durante la battaglia fra i guardiani di quest'ultimo e i Varia - e in tale occasione l'uomo utilizzò i suoi poteri per mostrare al giovane Sawada che i due si erano già incontrati quando questi era piccolo.
 Timoteo (ora perfettamente ripresosi) riappare poi all'inizio dell'arco contro la Famiglia Simon, dove si reca in Giappone con i suoi guardiani per dare la cerimonia della successione di Tsuna come Decimo boss. Poco prima della battaglia di questi contro i Simon, rivelerà ai suoi guardiani di aver scelto Tsuna come successore perché lo considera l'unico in grado di riportare i Vongola ad essere un gruppo di vigilanti e non di criminali. È doppiato in originala da Yusaku Yara e in italiano da Riccardo Rovatti.

### Guardiani
Nel corso della storia della famiglia Vongola, ogni capo ha avuto tra i suoi subordinati i sei membri più fidati, noti come "guardiani", ognuno dei quali possedeva i corrispondenti "Vongola Ring": Tempesta, Pioggia, Sole, Fulmine, Nebbia e Nuvola. In particolare, i guardiani di Tsuna sembrano essere in qualche modo imparentati con la prima generazione, poiché ogni guardiano ha un dovere nei confronti della famiglia.

#### Guardiano del Sole
Il suo dovere di guardiano è quello di essere il sole che illumina il giorno distruggendo la sfortuna della famiglia con il proprio corpo, diventando così il sole che splende in un cielo limpido illuminando tutto, attualmente è Ryōhei Sasagawa.
- Knuckle (ナックル?, Nakkuru): È il guardiano del Sole della prima generazione, il suo aspetto è uguale a quello di Ryohei, ma nel suo caso ha i capelli neri. Era un pugile imbattuto, tuttavia, a causa della sua forza schiacciante, uccise il suo avversario durante un duello, rinunciò a quella causa e accettò un incarico al servizio di Dio, divenendo un prete. Dopo di ciò non tornò mai più sul ring, ma una volta, in un momento di crisi per la sua famiglia, dedicò tre minuti per salvarli. La sua arma era un paio di guantoni da boxe.

- Nie Brow Jr. (ニ-ブラウ Jr.?, Ni burau Jr.): È il guardiano del sole della nona generazione, è apparso insieme a tutti gli altri noni guardiani nel capitolo 289 del manga. È un uomo adulto, alto e magro, con capelli corti e lisci che gli coprono un occhio e uno strano tatuaggio sulla guancia sinistra che sembra una lucertola.

#### Guardiano del Fulmine
Il suo compito è quello di essere come un parafulmine che riceve tutti i danni alla famiglia e li annulla, diventando così il fulmine che nasconde un colpo semplice ma potente, attualmente è Lambo.
- Lampo (ランポウ?, Ranpō): È il guardiano del tuono della prima generazione, il suo aspetto è lo stesso di Lambo quindicenne, e la sua arma è uno scudo che distrugge tutto. Secondo Reborn, il guardiano dei fulmini di prima generazione era figlio di un proprietario terriero, viziato e codardo, ma il primo boss lo fece combattere in battaglia senza riguardo per questo. Era conosciuto come il fulmine che nascondeva la sua ferocia.

- Ganauche III (ガナシュ III?, gananshe III): È il guardiano del tuono di nona generazione, appare per la prima volta nel capitolo 289 del manga insieme agli altri noni guardiani. È un giovane con i capelli neri corti e una ciocca di un altro colore. Informa il Nono che gli alleati hanno trovato un nemico che vuole interferire con la cerimonia e si stanno preparando a eliminarlo come dono al Decimo Vongola.

#### Guardiano della pioggia
Il suo compito è quello di prepararsi alla battaglia e purificare il sangue versato, diventando così la pioggia passeggera che lava via ogni cosa, possedendo una grande tranquillità. Attualmente è Takeshi Yamamoto.
- Ugetsu Asari (朝利雨月?, Asari Ugetsu): Il guardiano originale della pioggia, il suo aspetto è lo stesso di Yamamoto e, come lui, era diviso da due passioni, il kendo e la musica (mentre a Yamamoto piacevano sia il baseball che il kendo). Si dice che Ugetsu, nonostante fosse un grande spadaccino, non avesse nemmeno un'arma, ma quando venne a sapere che il suo amico all'estero (Vongola I) era nei guai, non esitò a vendere i suoi preziosi strumenti e ottenere quattro spade, tre corte e una lunga, queste sono le armi che Yamamoto ottiene combinando lo Shigure Kintoki con il Kojirou, la sua spada ha il numero I.

- Brabanters Schnitten (ブラバンタ シュニンテン?, burabanta shuninten): È il guardiano della pioggia della nona generazione, appare per la prima volta nel capitolo 289 del manga insieme agli altri guardiani della nona. È un uomo adulto con i capelli corti e delle cicatrici a forma di X sul viso.

#### Guardiano della Tempesta
Il suo compito è quello di attaccare costantemente il nemico senza dargli tregua, diventando così la violenta tempesta che distrugge tutto, attualmente è Hayato Gokudera.
- G (ジー?, Gī): Il primo Guardiano della Tempesta e amico d'infanzia di Vongola Primo, il suo aspetto è simile a quello di Gokudera e la sua arma era un arco (che ha ricevuto dalle mani di Vongola I in persona). Gokudera riesce a usare questo arco quando apre la sua Scatola della Tempesta Vongola e vede inciso sopra il numero I.

- Coyote Nougat (コヨテ-ヌガ-?, koyote nuga): È il guardiano della tempesta di nona generazione. È apparso per la prima volta nel capitolo 289 del manga insieme agli altri noni guardiani, informandoli di aver ricevuto un messaggio da una famiglia alleata sconosciuta al momento. È un uomo anziano con un aspetto molto simile a Hayato Gokudera. Il suo braccio sinistro è coperto da un'armatura, che presenta alcune crepe.

#### Guardiano della Nebbia
Il loro compito è fingere che qualcosa esista quando non esiste e viceversa, così facendo confondono il nemico e non gli permettono di catturare la vera forma della famiglia, trasformandosi in nebbia inafferrabile. La posizione attualmente appartiene a Chrome Dokuro
- Croquant Bouche (クロカン ブッシェ?, Kurokan Busshe): È il guardiano della nebbia di nona generazione, è apparso per la prima volta nel capitolo 289 del manga insieme agli altri guardiani di Timoteo. È un uomo adulto, magro, con la pelle nera e i capelli biondi, raccolti in un'unica coda di cavallo.

#### Guardiano delle nuvole
Il suo compito è proteggere la famiglia da un luogo indipendente, avendo un punto di vista diverso, ed è anche qualcuno che nessuno può catturare, diventando così una nuvola lontana e solitaria portata via dal vento e seguendo la sua strada, attualmente è Kyoya Hibari.
- Alaude (アラウデイ?, Araudi): Guardiano delle nuvole di prima generazione, il suo aspetto è uguale a quello di Hibari. Secondo Dino, lui era al vertice dei "servizi segreti" e non si era mai preoccupato della vita degli altri, nemmeno della sua famiglia, ma quando il suo obiettivo coincideva con quello di Giotto, erano capaci di sconfiggere mille nemici.

- Visconte (ビスコンティ?, Bisukonti): È il guardiano delle nuvole di nona generazione, è apparso per la prima volta nel capitolo 289 del manga insieme agli altri guardiani della nona generazione, è un uomo anziano, ha i capelli bianchi pettinati all'indietro e indossa occhiali da sole in testa.

### CEDF
I membri del CEDF (Consulenza Esterna Della Famiglia) sono membri non ufficiali della Famiglia Vongola. Essi ricoprono una posizione veramente importante nella struttura della famiglia; i leader del CEDF aiutano i boss attuali a scegliere il loro successore. Il leader inoltre tiene metà degli anelli Vongola in custodia. Durante momenti di crisi della Famiglia Vongola, il leader del CEDF diventa il secondo in comando della famiglia. L'attuale capo del CEDF è Iemitsu Sawada.

#### Iemitsu Sawada
Iemitsu Sawada (沢田家光?, Sawada Iemitsu) è il padre di Tsuna, che ha apparentemente lavorato all'estero negli ultimi due anni. In realtà è il capo del CDEF ed è noto come il "giovane leone " dei Vongola. Dopo che il falso Vongola IX scelse Xanxus come suo successore, Iemitsu, che vuole che Tsuna diventi il prossimo boss, si è rifiutato di dare Xanxus gli anelli. Egli veglia di nascosto sopra la formazione di Tsuna e la sua famiglia, e nel corso del torneo, Iemitsu va in Italia con i suoi subordinati Orégano (オレガノ?) e Turmeric (ターメリック?, Tāmericu), e scopre che il IX che aveva dato gli ordini era un falso. Durante la battaglia degli Arcobaleno diventa il leader della squadra di Colonnello, affrontando il figlio Tsuna in due diversi combattimenti. Iemitsu è solito portare con sé un piccone, che usa anche come arma. Come il figlio, è in grado di entrare in "Hyper Dying Will Mode", che gli conferisce grande forza e resistenza. È doppiato in giapponese da Masami Iwasaki e in italiano da Marco Balzarotti.

#### Basil
Basil (バジル?, Bajiru) è un giovane membro del Consiglio Esterno della Famiglia Vongola (CDEF), che lavora per il padre di Tsuna, Iemitsu. Basil è un combattente esperto, leale a Iemitsu e suo figlio. Proprio per questa sua lealtà Iemitsu gli affida missioni e incarichi alquanto delicati. Fa la sua prima comparsa nella saga dei Varia e allena Tsuna insieme a Reborn in vista del combattimento contro Xanxus. Possiede la fiamma dell'attributo della pioggia e ha la possibilità di entrare nella modalità Hyper Last Will quando consuma due delle speciali pillole create da Iemitsu. Utilizza come arma una sorta di boomerang tagliente apparentemente composto dallo stesso materiale degli X-Gloves. È doppiato in originale da Yuuka Terasaki e in italiano da Simone Lupinacci.

## Arcobaleno
Gli Arcobaleno sono il gruppo dei sette neonati più forti del mondo, ciascuno dei quali possiede un ciuccio colorato come uno dei colori dell'arcobaleno, con ciascun colore corrispondente alla loro Fiamma del Coraggio di Morire. I loro ciucci brillano quando un membro si avvicina ad un altro Arcobaleno. Sono stati tutti trasformati da adulti nelle loro forme attuali, allo scopo di proteggere l'ultimo potere: il Trinisette. Ognuno di loro ha guadagnato la propria "maledizione" e delle abilità specifiche, e sono in grado di emettere le fiamme in tutto il loro corpo. Del gruppo fanno parte anche Reborn e Viper, Arcobaleno del Sole e della Nebbia rispettivamente.
- Luce (ルーチェ?, Rūche): è stata la prima portatrice del ciuccio Arancione del Cielo. Era il capo della famiglia Giglio Nero prima della figlia e della nipote, Aria e Yuni rispettivamente. Era anche un'amica stretta di Reborn. Come i suoi predecessori, ha la capacità di chiaroveggenza, che le consente di vedere nel futuro, essendo così l'unica a sapere del suo destino per diventare Arcobaleno. Morì e passò il suo titolo Arcobaleno a sua figlia, Aria. È doppiata da Atsuko Yuiya (ed. giapponese) e Alice Bertocchi (ed. italiana)
- Colonnello (コロネロ?, Koronero): è il portatore del ciuccio blu della Pioggia. Anche se non fa parte degli originali sette Arcobaleno, ne entrò a far parte dopo aver tentato di prendere il posto di Lal il giorno in cui furono tutti trasformati in neonati. È responsabile del campo di allenamento dietro Mafia Land, ed è stato un membro delle forze speciali, quindi è un esperto di artiglieria pesante, usando un fucile anticarro come sua arma primaria. Il suo partner animale è un falco chiamato Falco, che solitamente si riposa sulla testa e può aiutarlo a volare in luoghi lontani. Si comporta come un rivale per Reborn, ma nonostante questo, condivide molti tratti con lui, come l'essere un tutor spietato. Allena Rhyohei in preparazione per il torneo dei Vongola, e in futuro si dice che sia morto cercando di proteggere Viper. È doppiato in originale da Daisuke Nakamura e da Andrea Oldani in italiano.
- Lal Mirch (ラル・ミルチ?, Raru Miruchi): è la portatrice di un ciuccio corrotto. Ciò è dovuto alla sua maledizione incompleta dopo che Colonnello, suo ex subordinato e allievo, ha preso il suo posto. La sua trasformazione incompleta ha causato la trasformazione della sua fiamma da pioggia a nuvola, oltre a causarle cicatrici sul viso. Inoltre, se non usa i suoi poteri arcobaleno, la sua maledizione andrebbe gradualmente a scomparire, il che spiega come mai nel futuro sia un'adulta. È anche parte del CEDEF del Vongola. Secondo Reborn, mostra le sue emozioni facilmente ed è molto leggibile. È doppiata da Masami Suzuki e da Federica Simonelli  in italiano.
- Skull (スカル?, Skaru): è il portatore del ciuccio viola della Nuvola. Capo delle forze di combattimento della famiglia Carcassa, Skull indossa un completo abito in pelle e un casco da motociclista, che viene copiato da tutti i suoi subordinati. Il suo animale domestico è un polpo gigante corazzato i cui tentacoli seguono la sua mano e i movimenti delle sue dita. Viene considerato il più debole degli Arcobaleno e viene spesso maltrattato da Reborn. Prima di divenire un Arcobaleno, era uno stunt-man famoso per il suo corpo apparentemente immortale. Durante la battaglia del rappresentante Arcobaleno, è ferito gravemente da Bermuda, che prende il suo posto nella battaglia. È doppiato in originale da Tetsuya Yanagihara e da Alessandro Zurla in italiano.
- Fong (風?, Fon): è il maestro di I-Pin, oltre che è il portatore del ciuccio rosso della Tempesta, proveniente dalla Cina. Nella sua forma adulta ricorda molto Hibari, ma è pacifico, educato e gentile con gli altri, in contrasto con l'atteggiamento violento e feroce di Hibari. Ha dimostrato di essere uno dei più saggi e più forti degli Arcobaleno e sembra sempre sapere cosa sta succedendo. Prima di divenire un Arcobaleno era un maestro di arti marziali, famoso per padroneggiare 104 stili diversi. Reborn lo descrive come talmente veloce da poter afferrare dei proiettili a mani nude. Il suo animale domestico è una scimmia. È doppiato in originale da Takashi Kondo e da Lorenzo Scattorin in italiano.
- Verde (ヴェルデ?, Verude): è il portatore del ciuccio verde del Fulmine e uno dei tre creatori delle armi Box. Verde è uno scienziato, ed è più interessato ai suoi studi che a trovare un modo di rompere la maledizione degli Arcobaleno. Reborn non si fida di lui, e non lo ha mai visto come un alleato a causa della sua ossessione per la scienza. Il suo animale domestico è un piccolo coccodrillo verde. È doppiato da Masahiro Kono (ed. giapponese) e da Luca Ghignone (ed. italiana).

## Altri personaggi
- Kyōko Sasagawa (笹川 京子?, Sasagawa Kyōko): sorella minore di Ryohei, frequenta la stessa scuola di Tsuna e gli altri protagonisti. Tsuna è innamorato segretamente di lei, anche se quest'ultima non aveva mai fatto caso a Tsuna. Solo dopo che Tsuna sconfigge il maestro nell'arte della spada della scuola, Kyoko capisce di averlo sottovalutato e lo frequenta un po' di più. Sembra che anche lei sia innamorata di Tsuna, affascinata dal suo coraggio (che Tsuna dimostrerà più avanti nell'anime/manga). È doppiata da Yuna Inamura in originale e da Francesca Bielli in italiano.
- Haru Miura (三浦 ハル?, Miura Haru): è una ragazza che abita nello stesso viale di Tsuna. All'inizio della serie reputava Tsuna un mostro, nel modo in cui trattava l'insopportabile Lambo e accusandolo di aver accudito male Reborn (per via del vestito da mafioso). Un giorno Haru cerca di punire Tsuna per questi suoi gesti (che però sono insignificanti) ma cade in un fiume rischiando di affogare. Tsuna trasformato in modalità ultimo desiderio la salva, e da quel giorno Haru è follemente innamorata di Tsuna. È doppiata da Hitomi Yoshida in originale e da Sonia Bonacina e Jenny Cesarei in italiano.
- Bianchi (ビアンキ?, Bianki): è la sorellastra di Gokudera, avendo lo stesso padre ma madri diverse. Bianchi, conosciuta anche come "Lo Scorpione Velenoso" nella malavita, è specializzata nei cibi avvelenati. Si definisce l'amante di Reborn, che è anche un suo collega di lavoro, e inizialmente cerca di uccidere Tsuna per liberarlo dall'incarico. I suoi piatti hanno sempre un colore viola con vari bruchi e insetti all'interno. In passato cucinò spesso per il suo fratello Gokudera, il quale da quando vede la sua faccia si sente male, ma solo se la faccia è totalmente scoperta: l'effetto è annullato anche se Bianchi porta degli occhiali. È doppiata da Rie Tanaka in originale e da Beatrice Caggiula in italiano.
- I-Pin (イーピン?, Īpin): è una bambina killer, anche se non può sembrare è molto forte usa tecniche di combattimento e arti marziali (fra cui il Gyoza Ken, un'arte dove il praticante mangia gyoza all'aglio e poi, soffiando sulle mani e lanciando un colpo verso l'avversario, riesce a provocare convulsioni dovute al forte odore). Nel manga I-Pin parla in cinese e Reborn traduce quello che dice mentre nell'anime parla solamente con un forte accento. Anche lei come Lambo è frequentemente colpita dal Bazooka dei dieci anni, trasformandola in una graziosa ragazza che non è più una killer ma una semplice fattorina. Da piccola prova dei forti sentimenti verso Hibari, ma da grande sembra non provare più nulla verso quest'ultimo. È doppiata da Li Mei Chiang in originale e da Jolanda Granato in italiano.
- Fūta (フゥ太?, Fūta): detto "il classificatore" è un giovane ragazzino che ha la capacità di valutare e classificare subito in una graduatoria le persone che ha di fronte, scrivendo poi le informazioni su un enorme libro. Ha i dati su migliaia di persone delle famiglie mafiose, e per questo viene pagato profumatamente in cambio di tali informazioni. Quando analizza le persone, la gravità attorno a lui viene disturbata e gli oggetti iniziano a fluttuare in aria e nei suoi occhi appaiono immagini di stelle e galassie. Dopo essere stato controllato da Mukuro Rokudo per un lungo periodo di tempo, perde il suo potere di classificazione, e rimane a vivere in casa di Tsuna. In futuro, dopo aver raccolto informazioni con Bianchi, Futa, che ora porta con sé una valigia anziché un libro, torna in Giappone con informazioni cruciali sulla famiglia Millefiore. È doppiato in originale da Yūko Sanpei e in italiano da Annalisa Longo.
- Hana Kurokawa (黒川花?, Kurokawa Hana): compagna di classe di Tsuna e amica di Kyoko. Appare molto pensierosa e osservatrice rispetto agli altri personaggi e per questo cerca di capire cosa nascondano Tsuna e i suoi amici. Sembra che provi forti sentimenti per Lambo adulto, ma nell'arco del futuro ha probabilmente una relazione con Ryohei Sasagawa. Ha un ruolo molto secondario nella storia e raramente viene coinvolta nelle vicende degli altri personaggi. È doppiata in originale da Rica Fukami e da Tania De Domenico in italiano.
- Nana Sawada (沢田奈々?, Sawada Nana): madre di Tsuna, che non sembra preoccuparsi degli strani personaggi che girano per casa e degli eventi che li coinvolgono. È doppiata in originale da Yumiko Kobayashi e da Elda Olivieri in italiano.
- Doctor Shamal (Dr. シャマル?, Dr. Shamaru): donnaiolo incallito che fa sempre la corte e bacia le ragazze o donne carine, quasi sempre senza successo. Oltre ad essere un abile dottore, che rifiuta di curare i maschi, è anche un famoso killer conosciuto come "Trident Shamal". Arriva in Giappone dove aiuta Tsuna a guarire dalla Malattia del Teschio per poi aprire un ambulatorio, rendendosi utile in più occasioni ai Vongola. In passato, si adoperava al servizio della famiglia di Bianchi verso cui nutre un forte interesse, oltre che a fungere da padre per Gokudera, che lo prende come modello da seguire. Il suo stile di combattimento consiste nell'usare 666 pillole diverse che contengono delle zanzare geneticamente modificate con il pungiglione a forma di tridente che, pungendo, infettano il nemico. È doppiato in originale da Toshinobu Katsuya e da Omar Maestroni in italiano.
- Dino (ディーノ?, Dīno): boss ventiduenne della famiglia Cavallone, la terza famiglia mafiosa più influente che fa parte dell'alleanza con la famiglia Vongola. Conosciuto anche come "Dino Cavallo Rampante", Dino è un giovane ragazzo molto affascinante, abile sia nella lotta che come leader. Ex allievo di Reborn, usa come armi una frusta e la sua tartaruga Enzo, che cresce se viene bagnata. Come Tsuna, all'inizio anche lui era imbranato e debole e non voleva diventare un mafioso, ma grazie a Reborn come tutore è cambiato. Dino però torna ad essere completamente incompetente quando non ha al suo fianco nessuno della famiglia Cavallone da proteggere. Considera Tsuna il suo fratellino e verso di lui ha sempre attenzioni molto protettive. Sebbene solitamente non prende parte attiva agli scontri poiché affiliato ai Vongola, saprà comunque rendersi estremamente utile nel corso dello svolgersi degli eventi: dapprima come informatore segreto, successivamente come forza di soccorso esterno e dopo ancora come tutor. È doppiato da Kenta Kamakari in originale e da Davide Albano in italiano.
- Naito Longchamp (内藤ロンシャン?, Naito Ronshan): è il boss della famiglia Tomaso. Entra nella classe di Tsuna al secondo anno e, a differenza del ragazzo, è un tipo molto allegro e ottimista, che si eccita per ogni minima cosa. Nonostante la sua famiglia sia rivale della Vongola, cerca in tutti i modi di diventare amico di Tsuna. Longchamp ha uno strano gusto in fatto di donne, e cambia sempre fidanzata. La sua famiglia ha inventato il "Proiettile dell'Afflizione", la pallottola che quando viene sparata, fa rivivere la persona inducendola a raccontare tutte le cose tristi della sua vita, facendo così commuovere o impietosire l'avversario. Compare solo nel manga.
- Tetsuya Kusakabe (草壁 哲矢?, Kusakabe Tetsuya): è il braccio destro di Hibari, a cui è estremamente fedele. Nel futuro è il secondo in comando della "Fondazione", un gruppo formato da Hibari e dedito alla raccolta di informazioni sulle Box, facendo anche le veci di Hibari alle riunioni. È doppiato in originale da Takagi Shun e in italiano Jona Mennite.
- Giannini: è l'inventore che, per molti anni, ha progettato armi per la Famiglia Vongola; ma i suoi "ritocchi" rendono sempre le armi inutilizzabili e con effetti imprevisti. Si muove in una macchina di forma sferica, e nella saga del Futuro sviluppa enormemente le sue qualità. È doppiato in originale da Kenta Uehara e da Paolo De Santis in italiano.
- Zio Kawahira (川平のおじさん?, "Kawahira no Ojisan"): conosciuto anche come signor Kawahira o vecchio Kawahira, è certamente il personaggio più potente nel manga. Kawahira si presenta come un uomo dai capelli argentei e con gli occhiali. Durante la sua prima apparizione appare con un kimono mentre nelle successive appare nei panni di "Chekeface". Caratterialmente bonario e apparentemente stupido, è un uomo dal grande potere sia fisico che psicologico dimostrando che se solo lo volesse potrebbe distruggere un'intera area solo con la sua forza di concentrazione. Inizialmente presentato come un personaggio solo nominato dall'I-Pin del futuro appare poi nella saga dei 10 anni salvando Uni, Tsuna e gli altri dalle Sette Corone Funerarie Reali tramite un'illusione. Durante la Saga della Sfida degli Arcobaleno, apparirà del ruolo di "Chakerface" colui che maledisse Reborn e gli altri nonché i precedenti Arcobaleno. Ammette di aver usato gli Arcobaleno come esseri usa e getta accettando, anche se non si mostra preoccupato, l'odio di Bermuda. Nonostante questo alla fine si dimostra ragionevole e accetta le condizioni di Talbot per proteggere il Trinisette che da secoli difendeva. Afferma di essere l'ultimo della sua specie, una razza antecedente agli umani anche se afferma che anche Uni, anche se in forma parziale, discende da quella specie definendola "Discendente di Sephira". Possiede un anello chiamato "Anello dei segni" che lo rende capace di creare illusioni che non solo ingannano la vista ma anche i sensi e dimostra di riuscire a distorcere la qualità di ricezione delle fiamme anche se non viene a contatto visivo con il soggetto tramite il disegno in aria dell'ideogramma "Jin" ("uomo/persona"). Viene definito da Tsuna un "Feticista del ramen". È doppiato in originale da Masaya Matsukaze e da Michelangelo Brunelli in italiano.
- Sephira  (セピラ?, Sephira): è l'antenata di Yuni e il fondatore della Famiglia Giglio Nero. Lei, insieme a Kawahira, appartiene a una razza speciale che esisteva molto prima degli umani, il cui compito principale è quello di preservare il Trinisette al fine di proteggere l'equilibrio della Terra. Essendo lei e Kawahira gli unici due membri rimasti della loro razza e incapaci di fornire al Trinisette abbastanza fiamme, lo divisero nei ciucci degli Arcobaleno, nei Mare Rings e nei Vongola Rings. Prendendo a prestito il potere dalla razza umana, ha dato i Vongola Rings a Giotto mentre tenne i Mare Rings per sé. A quel tempo, lei e Kawahira si separarono, in quanto le loro opinioni erano in conflitto: mentre lei desiderava con tutto il cuore coesistere con gli umani, Kawahira credeva diversamente. Yuni non era a conoscenza della vera natura del suo antenato poiché Sephira mantenne questo segreto per vivere pacificamente tra gli umani.